# محمود حکمت‌نیا
محمود حکمت نیا (متولد سال ۱۳۴۹ خورشیدی / ۱۳۸۲ قمری)، حقوقدان برجسته و محقق اسلامی و از صاحب نظران مهم و مشهور مالکیت فکری و برگزیده کشوری  علوم انسانی در رشته حقوق خصوصی در سالهای ۱۳۸۵و ۱۴۰۲ و دریافت کننده جایزه جهانی علوم انسانی اسلامی در ایران است. وی با رتبه استادی عضو هیئت علمی پژوهشگاه فرهنگ و اندیشه اسلامی و عضو وابسته حقوق پردیس فارابی دانشگاه تهران و سردبیر مجله حقوق اسلامی و سردبیر مجله دین و قانون است.

## زندگیِ علمی
محمود حکمت نیا در دهم آبان سال ۱۳۴۲ خورشیدی در ابرکوه دیده به جهان گشود. وی در سال ۱۳۶۱ خورشیدی وارد حوزه علمیه قم شد و در مدت هفت سال دوره مقدمات و سطح حوزوی را سپری نمود. سال ۱۳۶۹ همزمان با شروع درس خارج حوزوی رشته حقوق را در مجتمع آموزش عالی قم (دانشگاه تهران) آغاز کرد و با اتمام دوره کارشناسی در سال ۱۳۷۳ به مقطع کارشناسی ارشد حقوق خصوصی دانشگاه تربیت مدرس وارد شد. پس از فارغ‌التحصیلی در سال ۱۳۷۸ در دوره دکتری همان دانشگاه مشغول به تحصیل گردید و نهایتاً در سال ۱۳۸۳ از رساله خود با عنوان «مبانی نظری مالکیت فکری با تأکید بر فقه اسلامی» دفاع کرد. وی تدریس دروس مالکیت فکری، مسوولیت مدنی و فلسفه حقوق را در کارنامه خود دارد. وی در سال ۱۳۸۵ و در سال ۱۴۰۱ از طرف وزارت علوم فناوری و تحقیقات به عنوان محقق برگزیده علوم انسانی انتخاب شد. همچنین در همین سال کتاب نظام مالکیت فکری برگزیده کتاب سال حوزه گردید.
وی بیش از ۱۰ کتاب و ۶۰ مقاله نوشته‌است و آثار او تا کنون ۲۰ جایزهٔ جشنواره‌های علمی را به خود اختصاص داده‌است
وی از اول تیرماه ۱۳۹۷ تا ۳۱ خرداد ۱۴۰۱ معاونت مالکیت فکری وزارت دادگستری را به عهده داشت. او همچنین دبیر کنوانسیون بین‌المللی مبارزه با فساد (کنوانسیون مریدا) را تا ۳۱ خرداد ۱۴۰۱ به عهده داشت.
تازه‌ترین آثار وی «آزاداندیشی و آزادی بیان» و کتاب «نظام مالکیت فکری» است که هر دو توسط سازمان انتشارات پژوهشگاه فرهنگ و اندیشه اسلامی به چاپ رسیده‌است.

###### ایده‌ها و نظریه‌ها
وی در کتب و مقالات خود مالکیت فکری را به عنوان یک ساختار خردمندانه برای حل مسایل در حوزه فناوری، شهرت و آفرینش‌های ادبی و هنری مطرح کرده است. به نظر وی نظام مالکیت فکری مجموعه‌ای از نهادهای حقوقی است که درصدد است روابط تولیدکننده علم و فناوری و صنعت و بازار مصرف را به‌گونه‌ای تنظیم کند تا هزینه تولید علم و فناوری را نه ازطریق دولت یا تولیدکننده علم و فناوری و یا تولیدکننده صنعت به‌طور مستقیم تأمین کند، بلکه این نظام می‌خواهد با تحلیل روابط صنعتی جدید، هزینه تولید را ازطریق بازار مصرف تأمین نماید؛ بدین‌منظور نظام مالکیت فکری براساس مبانی، اصول و تحلیل مجدد نهاد مالکیت و حق طراحی شده است. وی در کتاب نظام مالکیت فکری   کوشیده است با زیرساخت‌های نظری مالکیت فکری را بررسی و باتوجه به رویکردهای حل مسئله به تحلیل ارکان حق و جایگاه آن در نظام حقوقی بپردازد.https://www.iranketab.ir/book/63880-internal-property-system

## کسب مقام در جشنواره‌های علمی
1. تحقیق آرای عمومی، رتبه اول دبیرخانه دین‌پژوهان در سال ۱۳۸۲
2. کتاب آرای عمومی، رتبه دوم کتاب سال دانشجویی در سال ۱۳۸۳
3. کتاب آرای عمومی، رتبه اول جشنواره علامه طباطبایی، پژوهشگاه فرهنگ و اندیشه اسلامی در سال ۱۳۸۴
4. تحقیق مبانی مالکیت فکری، رتبه دوم دبیرخانه دین‌پژوهان در سال ۱۳۸۵
5. تحقیق مسئولیت مدنی در فقه امامیه، رتبه اول در سال ۱۳۸۵
6. پژوهشگر برتر سال، رتبه اول همایش پژوهش و فناوری در سال ۱۳۸۵
7. پژوهشگر برتر استان، رتبه اول همایش پژوهش استان، استانداری و دانشگاه قم در سال ۱۳۸۵
8. آرای عمومی، شایان تشویق در همایش حکومت اسلامی، دبیرخانه مجلس خبرگان رهبری در سال ۱۳۸۵
9. تحقیق مبانی مالکیت فکری، رتبه اول جشنواره علامه طباطبایی، پژوهشگاه فرهنگ و اندیشه اسلامی در سال ۱۳۸۶
10. فلسفه حقوق خانواده (گروهی)، رتبه اول همایش کتاب خانواده، وزارت فرهنگ و ارشاد اسلامی و وزارت آموزش و پرورش در سال ۱۳۸۶
11. کتاب مبانی مالکیت فکری، رتبه اول سومین دوره جایزه کتاب فصل، خانه کتاب در سال ۱۳۸۶
12. فلسفه حقوق خانواده، رتبه اول همایش فرهنگ خانواده، مرکز امور زنان و خانواده ریاست جمهوری در سال ۱۳۸۷
13. کتاب مبانی مالکیت فکری، رتبه اول همایش کتاب سال حوزه، حوزه علمیه قم در سال ۱۳۸۷
14. کتاب مبانی مالکیت فکری، رتبه دوم، جشنواره فارابی، وزارت علوم تحقیقات و فناوری در سال ۱۳۸۹[۳]
15. مقاله تحلیل حقوق اقتصادی مالیت فکری، رتبه دوم جشنواره مطبوعات، وزارت ارشاد اسلامی در سال ۱۳۸۹
16. نظام حقوق زن، شایان تشویق جشنواره کتاب فصل، وزارت ارشاد اسلامی در سال ۱۳۹۰
17. حقوق زن و خانواده، برگزیده چهاردهمین همایش کتاب سال حوزه، حوزه علمیه قم در سال 1391[۴]
18. فلسه حقوق زن، شایان تقدیر همایش کتاب سال حوزه، حوزه علمیه قم در سال ۱۳۹۱
19. حقوق و مسئولیتهای فردی و اجتماعی زن، شایان تقدیر همایش کتاب سال حوزه، حوزه علمیه قم در سال ۱۳۹۱
20. فلسفه مالکیت فکری، شایان تحسین همایش کتاب سال حوزه، حوزه علمیه قم در سال ۱۳۹۲
21. کتاب مبانی مالکیت فکری، رتبه دوم جشنواره علامه طباطبایی، پژوهشگاه فرهنگ و اندیشه اسلامی در سال 1394[۵]
22. پژوهشگر برتر علوم انسانی در بیست و سومین جشنواره تجلیل از پژوهشگران و فناوران برگزیده کشور ۱۴۰۱ http://stnews.ir/content/news/102614/
23. کتاب نظام مالکیت فکری، رتبه برگزیده جشنواره کتاب سال حوزه، ۱۴۰۱ https://media.hawzahnews.comts
24. کتاب آزاداندیشی و آزادی بیان برگزیده اولین دوره دوسالانه کتاب علوم انسانی با رویکرد اسلامی ۱۴۰۱https://irna.ir/xjLSwy
25. کتاب آزاداندیشی و آزادی بیان  در اولین جشنواره ملی آثار و تألیفات حقوقی بین المللی(۰۹/۰۳/۱۴۰۲) به عنوان مورد تجلیل از اساتید پیشکسوت  {{8 https://iict.ac.ir/?p=2758}}
26. برگزیده ششمین دوره جایزه جهانی علوم انسانی اسلامی ۱۴۰۲https://iict.ac.ir/1402/08
27. نخستین دوره جشنواره صدر: محمود حکمت نیاز از ایران برای نظریه «مبانی آزادی بیان و ساختار حقوقی آن»https://www.mizanonline.ir/fa/news